# Molossos
Molossos (in greco antico: Μολοσσὸς?, Molossòs; fl. V-IV secolo a.C.) è stato un medaglista e incisore di conii greco antico, attivo dopo la metà del V secolo a.C. nella monetazione di Thurium; fa parte del ristretto numero di incisori di conii dell'antichità di cui si conosce il nome, tramandato dalla firma sulle monete.

## Biografia
Molossos fu attivo nella zecca di Thurium tra la fine del V e la prima metà 'inizio del IV secolo a.C. Forrer fissa una data tra gli anni circa 404-388 a.C., mentre autori più recenti indicano un periodo tra il 400 e il 350 a.C.
Molosso firma i didracmi d'argento con la scritta ΜΟΛΟΣΣΟΣ in lettere minute sulla linea di esergo del rovescio mentre al dritto è abbreviata con una M. La ripetizione della stessa firma su entrambe le facce della moneta è presente anche nelle opere di Aristoxenos, Euainetos e Kimon.
Diversi studiosi, tra cui Raoul Rochette, von Sallet, Brunn, Head, Evans, Blanchet, concordano con l'opinione che la firma  ΜΟΛΟΣΣΟΣ sulle monete di Thurium sia quella dell'incisore e non quello di un magistrato.
John Robinson ha descritto una moneta suberata battuta all'epoca con la scritta  ΜΟΛΟΣ[ΣΟ]Σ ΕΠ[Ο]Ε[Ι], che conferma la interpretazione della firma come quella di un artista.
Secondo Arthur Evans, Molossos fu un contemporaneo dei grandi maestri di Siracusa, ma le sue monete mostrano uno scadimento dello stile e nel disegno, anche in rapporto con le monetazioni immediatamente precedenti che recano le firme di IΣTOPΟΣ , Φ, etc.
In un ripostiglio di didracmi di Taranto del II periodo, secondo la classificazione di Evans, e cioè datati 420-380 a.C., furono trovate monete di Thurium firmate ΜΟΛΟΣΣΟΣ, il che permetterebbe di datare il periodo di lavoro di Molossos nel periodo già indicato.

## Monete
Il dritto delle monete mostra la testa di Atena con Scilla che adorna l'elmo attico. In una moneta sul paracollo c'è una M, interpretabile come iniziale del nome dell'incisore, mentre in un'altra ci sono le lettere TE in legatura.
Al rovescio è raffigurato un toro cozzante e in esergo un pesce, volto a destra. Su alcuni didracmi la firma completa dell'artista è appena sopra la linea di esergo del rovescio. Su altri la firma al rovescio è nella linea di esergo che in questo caso è leggermente più spessa.